# Канури
Кану́ри (или бери-бери (на языке хауса)) — африканский этнос, проживающий на северо-востоке Нигерии в провинции Борно, на юго-востоке республики Нигер и на берегу озера Чад (республика Чад). По переписи 1997 года в Нигере проживало 400 000 канури, в Нигерии — 3 млн (1985).
Большинство канури — мусульмане (с XI века). Также сохраняются древние пережитки родо-племенных культов. Первые государственные объединения Канури относятся к IX веку н. э. (Канем-Борно). Занимаются преимущественно земледелием и скотоводством.
Говорят на языке канури, принадлежащем к сахарской языковой семье (условно включаемой в нило-сахарскую макросемью).

## Известные канури
- Сани Абача
- Боко харам — экстремистское движение, состоящее в основном из этнических канури[1]